# Ciclina T1
Ciclina T1 es una proteína que en los humanos es codificado por el gen CCNT1.

## Función
La proteína codificada por este gen pertenece al altamente conservada familia de las ciclinas, cuyos miembros están caracterizados por una periodicidad dramática en abundancia de proteína a través del ciclo celular. Cyclins Función como reguladores de CDK kinases. Diferente cyclins exposición degradación y expresión distintas patrones que contribuye al temporal coordinación de cada acontecimiento mitótico. Esto cyclin estrechamente asocia con CDK9 kinase, y estuvo encontrado para ser un importante subunit del factor de alargamiento de la transcripción p-TEFb. El kinase complejo conteniendo este cyclin y el factor de alargamiento puede interaccionar con, y acto como cofactor de tipo de virus de immunodeficiencia humano 1 (VIH-1) Tat proteína, y estuvo mostrado para ser ambos necesario y suficiente para activación llena de viral transcripción. Esto cyclin y su kinase el socio era también encontrado para ser implicado en la fosforilación y control del carboxy-ámbito terminal (CTD) de la polimerasa de ARN más grande II subunit.

## Interacciones
La ciclina T1 ha sido mostrado para interaccionar con:
- Aryl hydrocarbon receptor,[4]
- CDK9,[2][5][6][7][8][9][10][11][12]
- Granulin,[6]
- HEXIM1,[5]
- Myc,[13]
- NUFIP1,[7]  and
- Promyelocytic leukemia protein.[14]